# Bunium brevifolium
Bunium brevifolium (бульбокмин коротколистий) — вид трав'янистих рослин з родини окружкові (Apiaceae), ендемік Мадейри. Етимологія: лат. brevis — «короткий», лат. i — сполучна голосна, лат. folius— «листя».

## Поширення
Ендемік а. Мадейри (о. Мадейра).
Ця рослина знаходиться на ґрунтових терасах у центральному гірському хребті Мадейри.

## Загрози та охорона
Влітку 2010 року в Центральному гірському масиві була велика пожежа. Окрім цеї загрози, вид постраждав від рекреаційної діяльності та розвитку пов'язаної інфраструктури, природних катастроф, таких як зсуви та від конкуренції з місцевими й екзотичними видами.
Bunium brevifolium перераховано в Додатку IV Директиви про середовище проживання і внесено до списку охорони європейської дикої природи та природних середовищ існування (Бернська конвенція). Територія, в якій зростає рослина є частиною Національного Парку порт. Parque Natural da Madeira.